# Янг, Кара
Кара Янг (англ. Kara Young) — американская театральная актриса, известная по ролям на офф-Бродвее и Бродвее. Получила премию Obie (2023), две премии «Тони» за лучшую женскую роль второго плана в пьесе подряд (2024, 2025) и две премии «Драма Деск» за лучшую женскую роль в пьесе подряд (2024, 2025).

## Биография
Родилась и выросла в Гарлеме. Её родители иммигрировали из Белиза. Её отец, Клэй Янг начал с работы официанта в ресторане «Рейнбоу-Рум» на 65-м этаже Рокфеллер-плаза, 30, позднее был повышен до метрдотеля. Её мать работала в больнице Бельвью.
Училась в Нью-Йоркской консерватории драматических искусств (NYCDA).

## Театральная карьера
Дебютировала на офф-Бродвее в 2016 году в нью-йоркском The Public Theater в пьесе Pretty Hunger современного американского драматурга Патриции Айоны Ллойд (Patricia Ione Lloyd).
В 2017 году присоединилась к нью-йоркской театральной компании LAByrinth.
Играла на офф-Бродвее в пьесах Syncing Ink современного американского драматурга Нсангу Нджикама (NSangou Njikam), The Revolving Cycles Truly and Steadily Roll'd современного американского драматурга Джонатана Пейна (Jonathan Payne), Halfway Bitches Go Straight to Heaven современного американского драматурга Стивена Эдли Гуиргиса, The New Englanders Джеффа Огастина (Jeff Augustin), All The Natalie Portmans современного американского драматурга C. A. Johnson.
В ноябре 2021 года дебютировала на Бродвее в Hayes Theater с ролью Летиши матери-одиночки, работницы закусочной на стоянке для грузовиков в пьесе Clyde's современного американского драматурга Линн Ноттедж, за которую в 2022 году номинирована на премию Лиги Драмы и премию «Тони» за лучшую женскую роль второго плана в пьесе.
Исполнила на офф-Бродвее в Classical Theatre of Harlem роль Виолы в пьесе «Двенадцатая ночь» Уильяма Шекспира, за которую в 2023 году получила премию Obie за лучшую женскую роль в пьесе. Вела церемонию вручения премии Obie за 2024 год, показанную на канале NY1.
В 2022 году исполнила на Бродвее в Samuel J. Friedman Theatre роль частной сиделки Джесс в пьесе «Стоимость жизни» современного американского драматурга Мартины Майок, за которую была в 2023 году номинирована на премию «Тони» за лучшую женскую роль второго плана в пьесе.
Исполнила на Бродвее роль Лютибель Дженкинс, наивной бывшей служанки в пьесе «Перли-победитель» Осси Дэвиса и за неё в 2024 году получила премию «Тони» за лучшую женскую роль второго плана в пьесе и премию «Драма Деск» за лучшую женскую роль в пьесе.
Исполнила роль на офф-Бродвее в нью-йоркском MCC Theater в пьесе Table 17 Дугласа Лайонса (Douglas Lyons).
Исполнила на Бродвее роль беременной лесбиянки в пьесе «Цель» (Purpose, 2024) современного американского драматурга Брандена Джейкобс-Дженкинса и за неё в 2025 году получила вторую подряд премию «Тони» за лучшую женскую роль второго плана в пьесе и премию «Драма Деск» за лучшую женскую роль в пьесе.
За роли в пьесах Table 17 и «Цель» номинирована на премию Лиги Драмы в 2025 году.